# Linjeplats
Linjeplats är i Sverige en plats på en järnvägslinje, som inte är en driftplats, men där växel eller rörlig bro finns.
Linjeplatsen kan variera i omfattning från en enda växel och ett kort sidospår till en före detta stationsbangård som reducerats till linjeplats. Växlar och rörlig bro har i allmänhet någon form av förregling i omgivande huvudsignaler, antingen i en linjeplatssignal eller i en utfartsblocksignal vid föregående station.
Många linjeplatser används för godshantering eller anslutning till kapillärnätet (industrispår), dessa kallades tidigare för lastplatser. En linjeplats har endast undantagsvis plattform för av-/påstigning. Linjeplatser är per definition en trafikplats. I Sverige finns det 107 linjeplatser i Trafikverkets nät (2021).